# Thalattoscopus szentivanyi
Thalattoscopus szentivanyi är en insektsart som beskrevs av Ghauri 1964. Thalattoscopus szentivanyi ingår i släktet Thalattoscopus och familjen dvärgstritar. Inga underarter finns listade i Catalogue of Life.